# Amietia
- Commons
- Wikispecies

Amietia Hewitt, 1927  é um género de anfíbio anuro pertencente família Ranidae.

## Espécies
- Amietia angolensis (Bocage, 1866)
- Amietia chapini (Noble, 1924)
- Amietia delalandii (Duméril and Bibron, 1841)
- Amietia desaegeri (Laurent, 1972)
- Amietia fuscigula (A.M.C. Duméril and Bibron, 1841)
- Amietia hymenopus (Boulenger, 1920)
- Amietia inyangae (Poynton, 1966)
- Amietia johnstoni (Günther, 1894)
- Amietia moyerorum (Channing, Dehling, Lötters, and Ernst, 2016)
- Amietia nutti (Boulenger, 1896)
- Amietia poyntoni (Channing and Baptista, 2013)
- Amietia ruwenzorica (Laurent, 1972)
- Amietia tenuoplicata (Pickersgill, 2007)
- Amietia vandijki (Visser and Channing, 1997)
- Amietia vertebralis (Hewitt, 1927)
- Amietia wittei (Angel, 1924)